# Luis Gamíz
Luis Javier Gamíz Ávila (ur. 4 kwietnia 2000 w Tijuanie) – meksykański piłkarz występujący na pozycji defensywnego pomocnika.